# San Pedro de Poás
San Pedro es un distrito del cantón de Poás, en la provincia de Alajuela, de Costa Rica.

## Ubicación
La ciudad se encuentra a una altitud de 1.148 metros sobre el nivel del mar en las montañas de la Cordillera Central en Costa Rica. Está a 15 kilómetros al noroeste de la ciudad capital provincial de Alajuela y 35 kilómetros de la ciudad capital nacional de San José.

## Geografía
San Pedro cuenta con un área de 13,58 km² y una altitud media de 1148 m s. n. m.

## Demografía
Para el año 2022, San Pedro cuenta con una población estimada de 9322 habitantes, y para el último censo efectuado, en 2011, San Pedro contaba con una población de 7554 habitantes.

## Localidades
- Barrios: Santa Cecilia (Bajo Piedras), Rastro.
- Poblados: Cerro, Chilamate, Hilda, Sitio (parte), Zamora.

## Transporte

### Carreteras
Al distrito lo atraviesan las siguientes rutas nacionales de carretera:
- Ruta nacional 107
- Ruta nacional 130
- Ruta nacional 146
- Ruta nacional 723